# Вулиці Лубен
Нижче наведено список вулиць міста Лубни Полтавської області.

## #
- 1-ша Плютенці вулиця
- 1-й Ватутіна провулок
- 1-й Кам'янопотіцької провулок
- 1-й Верстатобудівників провулок
- 1-й Нової провулок
- 1-й Новоселецької провулок
- 1-й Садової провулок
- 1-й Сковороди провулок
- 18 вересня вулиця
- 2-га Плютенці вулиця
- 2-й Ватутіна провулок
- 2-й Кам'янопотіцької провулок
- 2-й Метеорологічної провулок
- 2-й Нової провулок
- 2-й Новоселецької провулок
- 2-й Садової провулок
- 3-й Ватутіна провулок
- 3-й Матросова провулок
- 3-й Садової провулок
- 3-й Чехова провулок
- 4-й Ватутіна провулок
- 8 Березня вулиця

## А
- Авангардна вулиця
- Авіаторська вулиця
- Автомобільна вулиця
- Азаікевича вулиця
- Айвазовського вулиця
- Академіка Бекетова площа
- Анатолія Безроди вулиця
- Анатолія Безроди провулок
- Анатолія Буценка вулиця
- Артеменка вулиця

## Б
- Барвенкова вулиця
- Березова вулиця
- Богдана Хмельницького вулиця
- Бориса Гайдая вулиця
- Ботанічна вулиця
- Братів Семетів вулиця
- Братська вулиця
- Будівників вулиця
- Бульварна вулиця

## В
- Василя Барки вулиця
- Верстатобудівників вулиця
- Владислава Бєлоруса вулиця
- Виноградна вулиця
- Вишнева вулиця
- Вишневецьких вулиця
- Вілшанська вулиця
- Володимира Леонтовича вулиця
- Володимирська вулиця

## Г
- Гавшевича вулиця
- Гагаріна вулиця
- Гвардійська вулиця
- Генерала Ватутіна вулиця
- Генерала Ляскіна вулиця
- Героїв Чорнобиля вулиця
- Гетьмана Дорошенка вулиця
- Глінки вулиця
- Гоголя вулиця
- Гомона вулиця
- Горького вулиця
- Григора Тютюнника вулиця

## Д
- Дачна вулиця
- Декабристів вулиця
- Деповська вулиця
- Депутатська вулиця
- Донченка вулиця
- Достоєвського вулиця
- Драгоманова вулиця
- Дружби вулиця
- Дубовий Гай вулиця

## З
- Заводська вулиця
- Залізнична вулиця
- Залізничної Вулиці 2-й провулок
- Залізничної вулиці провулок
- Заміська вулиця
- Зелена вулиця
- Зарічна вулиця

## І
- Індустріальна вулиця
- Індустріальної вулиці провулок
- Індустріальної вулиці тупик
- Ініціативна вулиця
- Інститутська вулиця
- Інтернаціональна вулиця

## К
- Калинова вулиця
- Кам'янопотіцька вулиця
- Київська вулиця
- Київський провулок
- Козакова вулиця
- Козацька вулиця
- Колективна вулиця
- Кольцова вулиця
- Комарова вулиця
- Кононівська вулиця
- Кононівської вулиці 1-й провулок
- Кононівської вулиці 1-й провулок
- Кононівської вулиці 2-й провулок
- Кононівської вулиці 3-й провулок
- Кононівської вулиці 4-й провулок
- Кооперативна вулиця
- Коренецького вулиця
- Короленка вулиці 1-й провулок
- Короленка вулиці 2-й провулок
- Короленка вулиці 3-й провулок
- Короленка вулиця
- Котляревського вулиця
- Кремельницької вулиці 1-й тупик
- Кривоновова вулиця
- Крилова вулиця
- Круглутської вулиці 1-й провулок
- Круглутської вулиці 2-й провулок
- Круглутської вулиці 3-й провулок
- Круглутської вулиці 4-й провулок
- Круглутської вулиця
- Круглутської тупик
- Кузума вулиця
- Курчатова вулиця

## Л
- Лермонтова вулиця
- Лермонтової вулиці 1-й тупик
- Лермонтової вулиці 2-й тупик
- Лермонтової вулиці 3-й тупик
- Лермонтової вулиці 4-й тупик
- Лермонтової вулиці 5-й тупик
- Лісна вулиця
- Ломоносова вулиця
- Лубенської Республіки вулиця
- Лубенського полку вулиці 1-й провулок
- Лугова вулиця
- Льва Толстого вулиця
- Людмили Рудченко вулиця
- Людмили Рудченко вулиці 1-й провулок

## М
- Малія вулиця
- Малюка вулиця
- Матросова вулиця
- Маяковського вулиця
- Маяковської вулиці 1-й провулок
- Маяковської вулиці 2-й провулок
- Мгарська вулиця
- Метеорологічна вулиця
- Миколи Лисенка вулиця
- Миру вулиця
- Мірошніченка вулиця
- Мічуріна вулиця
- Молодіжна вулиця
- Молодіжної вулиці провулок
- Монастирська вулиця
- Монастирський тупик

## Н
- Наливайка вулиця
- Некрасова вулиця
- Нижній Вал вулиця
- Нова вулиця
- Новоселецька вулиця

## О
- О. Шліхтера вулиця
- Олега Кошового вулиця
- Олійниці вулиця
- Осипенко вулиці 1-й провулок
- Осипенко вулиці 2-й провулок
- Осипенко вулиці 3-й провулок
- Осипенко вулиці 4-й провулок
- Осипенко вулиця
- Осовська вулиця
- Остапа Вишні вулиця
- Остріяніна вулиця
- Островського вулиця

## П
- Панаса Мирного вулиця
- Паркова вулиця
- Партизанська вулиця
- Перемоги вулиця
- Перемоги провулок
- Петра Слинька вулиця
- Південна вулиця
- Північно-кільцева вулиця
- Північно-кільцевої 1-й провулок
- Північно-кільцевої 2-й провулок
- Північно-кільцевої вулиці 3-й провулок
- Піонерська вулиця
- Плеханова вулиця
- Поділ вулиця
- Польова вулиця
- Привокзальна вулиця
- Прикордонників вулиця
- Пушкіна вулиця
- П'ятикопа провулок
- П'ятикопа вулиця

## Р
- Рєпіна вулиця
- Робітнича вулиця

## С
- Садова вулиця
- Садової тупик
- Світанкова вулиця
- Свободи вулиця
- Симоненка вулиця
- Сірика вулиця
- Скаржинської вулиця
- Сковороди вулиця
- Старотроїцька вулиця
- Степова вулиця
- Степової вулиці 1-й провулок
- Степової вулиці 2-й провулок
- Суворова вулиця

## Т
- Тернівська вулиця
- Тернівської вулиці 4-й провулок
- Тернівський тупик
- Толстого провулок
- Тракторна вулиця
- Тракторної провулок
- Тупикова вулиця

## У
- Українська вулиця
- Ушакова вулиця

## Ф
- Фабрична вулиця
- Фабричної вулиці 2-й провулок
- Фабричної вулиці 3-й провулок
- Фабричної вулиці 4-й провулок
- Фабричної вулиці 5-й провулок
- Франка вулиця

## Х
- Халявицького вулиця
- Хорольський узвіз

## Ч
- Чайковського вулиця
- Черняховського вулиця
- Чехова вулиця
- Чкалова вулиця

## Ш
- Шадського вулиця
- Шевченка вулиця
- Шкільна вулиця

## Щ
- Щелканова вулиця

## Я
- Яблучна вулиця
- Ягідна вулиця
- Яновської вулиця
- Ярмаркова площа
- Ярослава Мудрого вулиця
- Ярська вулиця